# مستشفى لايكو العام
مستشفى لايكو العام (باليونانية: Γενικό Νοσοκομείο Αθηνών «Λαϊκό») هو مستشفى تعليمي عام في أثينا، اليونان. تنتمي المستشفى إلى نظام الرعاية الصحية الوطني اليوناني التابع لمنطقة الرعاية الصحية الأولى في أتيكا وتضم العديد من العيادات والمختبرات وأقسام المرضى الداخليين وأقسام المرضى الخارجيين.

## التاريخ
تأسس مستشفى لايكو العام في عام 1933 ككيان قانوني للقانون العام في موقع جناح الجامعة في جودي تحت إشراف وزارة الصحة (يشار إليها بعد ذلك باسم وزارة الصحة العامة والإدراك). وتوسعت المستشفى تدريجياً لتشمل المزيد من الأقسام والمعدات والعيادات، كما كان يضم مدرسة للعلاج الطبيعي والتمريض.

## أقسام المستشفى
يتم تنظيم مستشفى لايكو العام تحت ثلاثة أقسام رئيسية: قسم علم الأمراض والجراحة والمختبرات.
كما أن المستشفى يضم سبعة مراكز خبرة في الأمراض النادرة، وهي:
1. مركز الثلاسيميا وأمراض فقر الدم المنجلي - أمراض الدم النادرة.
2. أول عيادة علم الأمراض الأولية وطب الأنف الخاص (وحدة الغدد الصماء) التابعة لجامعة كابودستريان الوطنية في أثينا - أورام الغدد الصماء العصبية النادرة.
3. عيادة ومختبر الفيزيولوجيا المرضية التابعين لجامعة كابوديستريان الوطنية بأثينا - أمراض النسيج الضام النادرة واضطرابات الجهاز العضلي الهيكلي.
4. عيادة ومختبر الفيزيولوجيا المرضية التابعين لجامعة كابوديستريان الوطنية في أثينا - أمراض الالتهاب الذاتي الجهازية وأمراض المناعة الذاتية النادرة.
5. أول عيادة للأمراض الأولية وأمراض الأنف الخاصة (وحدة أمراض المناعة الذاتية الروماتيزمية) التابعة لجامعة كابوديستريان الوطنية وأثينا - الأمراض الجهازية النادرة للأنسجة الضامة والاضطرابات العضلية الهيكلية.
6. أول عيادة للأمراض الأولية وأمراض الأنف الخاصة (وحدة أمراض المناعة الذاتية الروماتيزمية) التابعة لجامعة كابودستريان الوطنية في أثينا - أمراض الالتهاب الذاتي الجهازية النادرة وأمراض المناعة الذاتية.
7. أول عيادة علم الأمراض (وحدة الغدد الصماء) التابعة لجامعة كابوديستريان في أثينا - أمراض الغدد الصماء النادرة.

يعمل مركز أمراض الهيكل العظمي النادرة بمستشفى لايكو العام منذ مايو 2018 كمركز مرجعي، في حين تم إرسال الرأي الإيجابي لمجلس الصحة المركزي (KESY) بشأن الاعتراف به كمركز للخبرة إلى وزارة الصحة ومن المنتظر نشره في الصحيفة الرسمية للحكومة (FEK) في مايو 2020.